# 千葉ドット
千葉ドット（ちばドット）は、千葉県千葉市を本拠地とする、バレーボールのクラブチームである。2025-26シーズンはV.LEAGUE MEN 東地区に所属。
2025年以前のチーム名は千葉ZELVA（ちばゼルバ）。

## 概要
運営母体は株式会社ドットライン・ゼルバ、2025年までは一般社団法人千葉ライズ。
Vリーグ参戦を目的とし2012年5月に結成。2015年よりV・チャレンジリーグIIにV.LEAGUE移行前まで在籍。2020-21V.LEAGUEよりDIVISION3参入。
旧チーム名ZELVA（ゼルバ）は、ホームタウンである千葉県千葉市の市木ケヤキの学名ゼルコバ(Zelkova)から来ていて、千葉市の公募により命名された。
チームマスコットは「ゼルバード」で、千葉市の鳥であるコアジサシがモチーフで2020年誕生。
2025年7月1日に千葉ドットにクラブ名を変更。

## 歴史
2012年5月に「千葉県選抜バレーボールチーム」として結成。千葉県にゆかりのある選手をスカウトしクラブチームを設立させた。
2012年11月に開催された、第3回全国6人制バレーボールリーグ総合男女優勝大会地域リーグ（関東地域リーグ）に初参戦し3位。
2013年7月31日、男子では2チーム目となるVリーグ準加盟が承認された。早期のVチャレンジリーグへの昇格を目指す。
2013年8月にチーム愛称の公募を行い、チーム名を「千葉ゼルバ」とした。
2014年より、女子チームが活動を開始した（現在は活動が確認されていない）。
2015年より2015/16シーズンから開催されるV・チャレンジリーグIIへの参戦。
2015年10月、運営団体が一般社団法人千葉ライズに変更された。
2018/19シーズンからのV.LEAGUE加盟申請を行ったが資金力不足等を指摘されてライセンスが発行されず、V.LEAGUE主催リーグ戦（V1・V2・V3）出場は不可能となった。「千葉県社会人6人制大会」「全日本6人制バレーボールリーグ総合男女優勝大会・関東ブロック地域リーグ」といった関東地域レベルの大会には出場している。クラブは2018年4月のV.LEAGUE加盟却下を受けて「今年度（2018年度）は地域リーグなどの参加できる大会には出場し、同6月にVリーグ機構へ加盟再申請をしたうえで再来年（2020年）の参入を目指して活動する」としている。それを踏まえて、運営、組織を見直し、理事、スタッフ陣を一新した。
2019年1月、新生チームとしてチーム名を、『千葉ZELVA』に変更した。同年10月に、2020-21シーズンV.LEAGUEライセンスのS3ライセンスを取得したと発表され、2020-21シーズンよりV.LEAGUE Division3（V3リーグ）参戦が確定した。
2020-21シーズン、翌シーズンのライセンスがS2となり、シーズン終了後にVリーグ機構理事会で承認を得ればV2リーグに昇格することとなった。V3では準優勝を果たした。
2021-22シーズンよりV2リーグ在籍となったが、V2リーグでは開幕から連敗が続きV2の洗礼を浴びる。開幕からの連敗は18まで伸び、最多連敗記録で競技は違えど地元のプロ野球チームである千葉ロッテマリーンズと並んでしまう。2022年2月26日、警視庁フォートファイターズに勝ち連敗を18で止めたものの、それ以降もなかなか勝てずに2022年3月12日、つくばユナイテッドSun GAIAに敗れ、V3リーグ降格が確定した。
2025年6月13日、一般社団法人千葉ライズから株式会社ドットラインによって設立された株式会社ドットライン・ゼルバへ4月1日付での事業譲受が発表された。6月26日に元日本代表の手塚大の入団と千葉ジェッツふなばし創設者の梶原健の株式会社ドットライン・ゼルバ取締役COO（最高執行責任者）就任が発表された。7月1日に行われた記者会見でチーム名の千葉ドットへの変更が発表された。

## 成績

### 主な成績
V.LEAGUE DIVISION2 MEN
- 優勝 なし
- 準優勝 なし

V・チャレンジリーグII / V.LEAGUE DIVISION3 MEN
- 優勝 なし
- 準優勝 1回 (2020-21)

### 年度別成績

#### V・プレミアリーグ / V・チャレンジリーグ
| 所属         | 年度    | 最終 順位 | 参加 チーム数 | レギュラーラウンド | レギュラーラウンド | レギュラーラウンド | レギュラーラウンド | ポストシーズン | ポストシーズン | ポストシーズン |
| 所属         | 年度    | 最終 順位 | 参加 チーム数 | 順位               | 試合               | 勝                 | 敗                 | 試合           | 勝             | 敗             |
| ------------ | ------- | --------- | ------------- | ------------------ | ------------------ | ------------------ | ------------------ | -------------- | -------------- | -------------- |
| チャレンジII | 2015/16 | 5位       | 7チーム       | 5位                | 18                 | 8                  | 10                 | -              | -              | -              |
| チャレンジII | 2016/17 | 5位       | 8チーム       | 5位                | 21                 | 9                  | 12                 | -              | -              | -              |
| チャレンジII | 2017/18 | 6位       | 10チーム      | 6位                | 18                 | 10                 | 8                  | -              | -              | -              |

#### V.LEAGUE (2018-2024)
| 所属      | 年度    | 最終 順位 | 参加 チーム数 | レギュラーラウンド | レギュラーラウンド | レギュラーラウンド | レギュラーラウンド | ポストシーズン | ポストシーズン | ポストシーズン | 備考                     |
| 所属      | 年度    | 最終 順位 | 参加 チーム数 | 順位               | 試合               | 勝                 | 敗                 | 試合           | 勝             | 敗             | 備考                     |
| --------- | ------- | --------- | ------------- | ------------------ | ------------------ | ------------------ | ------------------ | -------------- | -------------- | -------------- | ------------------------ |
| DIVISION3 | 2020-21 | 準優勝    | 4チーム       | 2位                | 6                  | 4                  | 2                  | -              | -              | -              |                          |
| DIVISION2 | 2021-22 | 15位      | 15チーム      | 15位               | 28                 | 3                  | 25                 | -              | -              | -              | 不戦勝1、不戦敗2を含む。 |
| DIVISION3 | 2022-23 | 8位       | 10チーム      | 8位                | 27                 | 8                  | 19                 | -              | -              | -              |                          |
| DIVISION3 | 2023-24 | 4位       | 10チーム      | 4位                | 20                 | 13                 | 7                  | -              | -              | -              |                          |

#### SV.LEAGUE / V.LEAGUE
| 所属     | 年度    | 最終 順位 | 参加 チーム数      | レギュラーラウンド | レギュラーラウンド | レギュラーラウンド | レギュラーラウンド | ポストシーズン | ポストシーズン | ポストシーズン | 備考 |
| 所属     | 年度    | 最終 順位 | 参加 チーム数      | 順位               | 試合               | 勝                 | 敗                 | 試合           | 勝             | 敗             | 備考 |
| -------- | ------- | --------- | ------------------ | ------------------ | ------------------ | ------------------ | ------------------ | -------------- | -------------- | -------------- | ---- |
| V.LEAGUE | 2024-25 | 15位      | 8チーム （東地区） | 7位                | 28                 | 5                  | 23                 | -              | -              | -              |      |

## 選手・スタッフ(2025-26)

### 選手
| 背番号                                                      | 名前     | シャツネーム | 生年月日（年齢）       | 身長 | 国籍 | Pos   | 在籍年              | 前所属                 | 備考       |
| ----------------------------------------------------------- | -------- | ------------ | ---------------------- | ---- | ---- | ----- | ------------------- | ---------------------- | ---------- |
| 2                                                           | 山田誠幸 | YAMADA       | 1996年10月5日（28歳）  | 187  | 日本 | MB    | 2019年-             | 中央学院大学           |            |
| 4                                                           | 橋本大海 | HASHIMOTO    | 1994年2月14日（31歳）  | 194  | 日本 | MB    | 2019年-             | フォーバルボンズ       |            |
| 5                                                           | 板橋健之 | ITABASHI     | 1993年7月18日（32歳）  | 182  | 日本 | S     | 2020年-             | 立正大学               |            |
| 7                                                           | 三上大輝 | MIKAMI       | 2005年3月18日（20歳）  | 178  | 日本 | OH    | 2024年-             | 千葉商科大学（在学中） |            |
| 8                                                           | 座間健輔 | ZAMA         | 1999年11月23日（25歳） | 194  | 日本 | MB    | 2022年-             | 茨城大学               |            |
| 9                                                           | 手塚大   | TEZUKA       | 1988年11月18日（36歳） | 192  | 日本 | OH    | 2025年-             | ジェイテクト           | 移籍加入   |
| 10                                                          | 松下和暉 | KAZUKI       | 2000年5月30日（25歳）  | 182  | 日本 | OH    | 2023年-             | 中央学院大学           |            |
| 11                                                          | 田村匠   | TAKUMI       | 2001年11月14日（23歳） | 187  | 日本 | OH/OP | 2024年-             | 北翔大学               |            |
| 12                                                          | 小林多壱 | KOBAYASHI    | 2000年7月19日（25歳）  | 181  | 日本 | S     | 2023年-             | 中央学院大学           |            |
| 13                                                          | 戸田拓也 | TODA         | 1996年10月25日（28歳） | 183  | 日本 | OH    | 2025年-             | V北海道                | 移籍加入   |
| 14                                                          | 石塚祐己 | ISHIZUKA     | 2001年9月26日（23歳）  | 182  | 日本 | OP    | 2024年-             | 立正大学               |            |
| 15                                                          | 横江泰地 | YOKOE        | 2001年9月16日（23歳）  | 173  | 日本 | L     | 2024年-             | 専修大学               |            |
| 20                                                          | 杉崎大和 | YAMATO       | 1986年12月19日（38歳） | 178  | 日本 | OH    | 2012-2015年 2020年- | FC東京                 |            |
| 21                                                          | 遠藤善斗 | ENDO         | 2000年1月14日（25歳）  | 168  | 日本 | L     | 2022年-             | 中央学院大学           |            |
| 25                                                          | 柿沼大貴 | KAKINUMA     | 2001年4月23日（24歳）  | 179  | 日本 | S     | 2024年-             | 東京V                  |            |
| 26                                                          | 松下正明 | MASAKI       | 1999年6月7日（26歳）   | 179  | 日本 | OH    | 2022年-             | 順天堂大学             | キャプテン |
| 34                                                          | 山田悠貴 | YUKI         | 2001年12月5日（23歳）  | 167  | 日本 | S     | 2024年-             | 中部学院大学           |            |
|                                                             | 荒瀬好則 | ARASE        | 2001年10月1日（23歳）  | 183  | 日本 | OH    | 2024年-             | 立正大学               |            |
| 出典：チーム公式サイト Vリーグ公式サイト 更新：2025年8月4日 |          |              |                        |      |      |       |                     |                        |            |

### スタッフ
| 役職                                                         | 名前       | 備考 |
| ------------------------------------------------------------ | ---------- | ---- |
| GM                                                           | 上田日登   |      |
| 監督                                                         | 山田要平   |      |
| コーチ                                                       | 浅野晶     |      |
| アナリスト                                                   | 川島毅侑   |      |
| マネージャー                                                 | 竹森有美佳 |      |
| 出典：チーム公式サイト Vリーグ公式サイト 更新：2025年1月27日 |            |      |